# Григоровка (Хорольский район)
Григоровка (укр. Григорівка) — село, Хильковский сельский совет, Хорольский район, Полтавская область, Украина.
Код КОАТУУ — 5324886503. Население по переписи 2001 года составляло 33 человека.

## Географическое положение
Село Григоровка находится в 1,5 км от села Третьяково.
Рядом проходит автомобильная дорога Т-1709.

## История
Было приписано к Гавлиловской церкви в Хильковке
Село указано на специальной карте Западной части России Шуберта 1826-1840 годов как хутор Райки